# 活人画

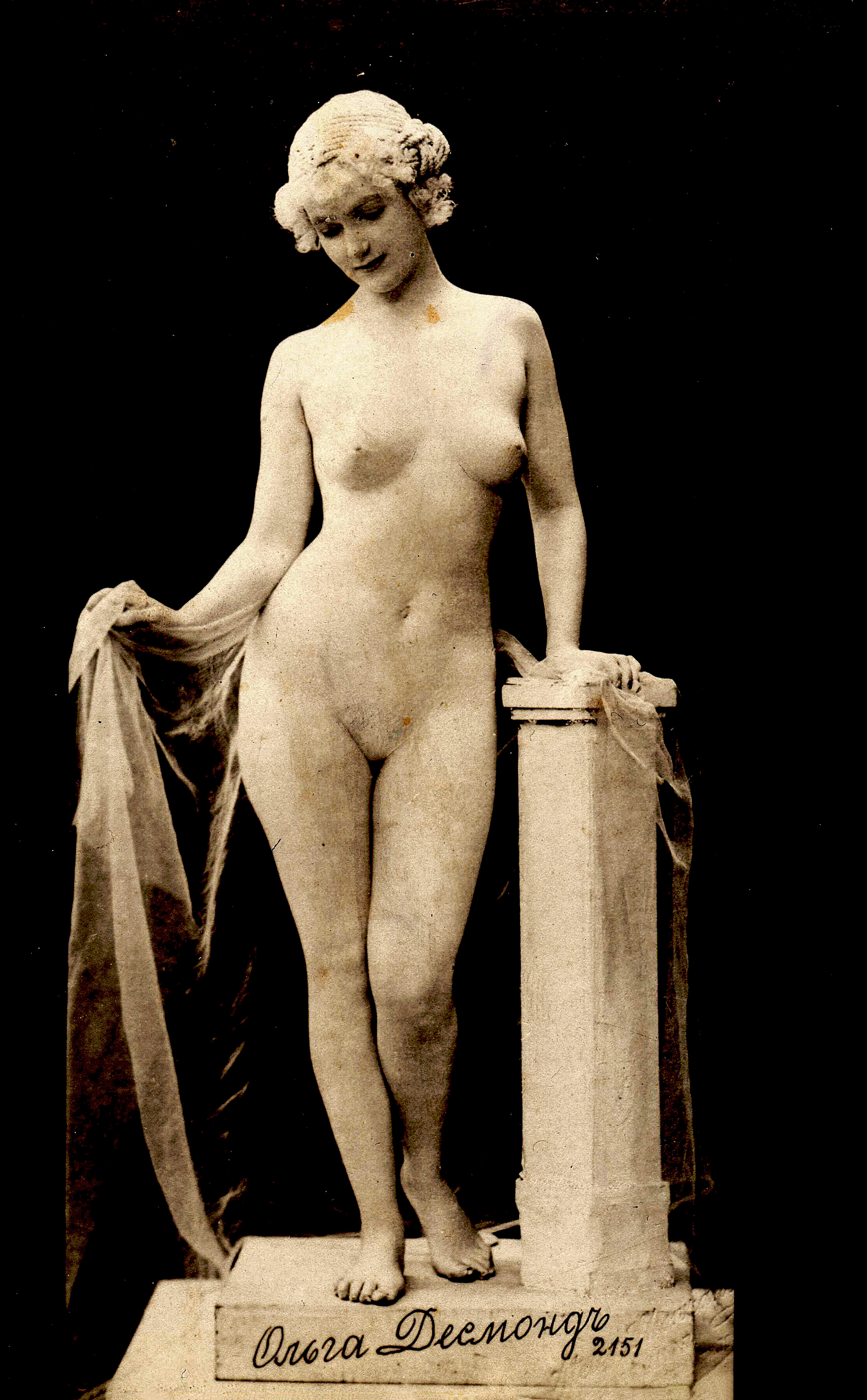
ドイツの踊子オルガ・デスモンドの活人画。20世紀初頭

活人画（仏: Tableau vivant）とは、適切な衣装を身につけた役者や芸術家の集団が、注意深くポーズをとって絵画のような情景を作ること。しばしば、演劇的な照明を伴う。展示している間は、演者はしゃべったり動いたりしない。したがって、この手法は絵画や写真といった芸術手法と結合し、現代の写真家を惹きつけた。タブロー・ヴィヴァンとも。活人画が最も人気を呼んだのは、19世紀のヌードの活人画であった。

## 起源
その起源は、Golden Mass のような中世の典礼劇とされている。そのような典礼劇は、王室の結婚式、戴冠式、都市への勝利の入場などの祝い事で行われた。現代の銅像や石像を真似るストリートパフォーマンスにも似ているが、多人数で行われ、行列に沿って精巧な移動式舞台に載っていた。

## 舞台
ラジオ、映画、テレビができる前、活人画は娯楽形態の1つであった。印刷における色の再現が可能となる以前、活人画は舞台上で絵画を再現するのにも使われた。素人が個人的に行うこともあったが、プロが一連の活人画を舞台上で演じることもあった。この場合、演劇につきものの様々な細かいことを排除してストーリーだけを伝えるという効果があった。このような形式に慣れることで、後のヴィクトリア朝時代やエドワード7世時代の幻灯機のショーやコミック・ストリップ（原型は1890年代に登場）が理解される下地となった。
イギリスでの舞台検閲は、舞台上で女優が裸（あるいは上半身だけ裸）になって動くことを厳しく禁じていた。このため、活人画はそのような場面を示すのにも使われた。19世紀、そのような舞台としてロンドンの The Hall of Rome のような場所で、"Nymphs Bathing"（ニンフの入浴）や "Diana the Huntress"（女猟師ダイアナ）といった演目が見られた。20世紀になると、ロンドンのウィンドミル劇場（1932年-1964年）では、官能的娯楽として活人画が演じられた。移動興行も行われていた。この種のショーは1970年代にはほぼ見られなくなった。

## 写真

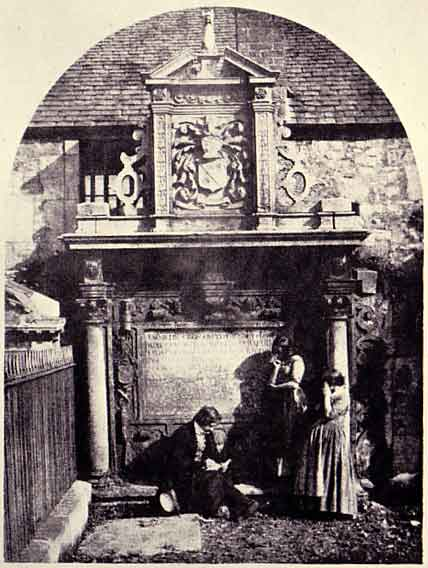
D.O. Hill による写真（1848年）

活人画の手法は、初期の芸術写真の手法として使われた。例えば、1840年代の David Octavius Hill や Robert Adamson の作品である。他にも Oscar Gustave Rejlander の Two Ways of Life（1857年）、チャールズ・ラトウィッジ・ドジソンの 'Xie'、Alexandra Kitchin の St. George and the Dragon（1875年）といった作品がある。近年では、Justine Kurland、Roger Ballen、Jan Saudek、Sandy Skoglund、Gregory Crewdson、Bernard Faucon といった芸術写真家や芸術家が、活人画の手法を使っている。
なお、初期の写真撮影には露光のための時間がかかり、その間ポーズを維持する必要があったという点も関係していると思われる。

## 映画とテレビ
- D・W・グリフィスは、『A Corner in Wheat』（1909年）において劇的な瞬間を演出するために活人画的手法を使った。デレク・ジャーマンやピーター・グリーナウェイも同様の手法を使っている。
- チャールズ・チャップリンは、『チャップリンの霊泉』（1917年）で、更衣室でカーテンを開けるたびにポーズをとるというシーンを描いた。これは活人画に触発されたものと指摘されている[2]。
- ジャン＝リュック・ゴダールは、ジャン＝ピエール・ゴランと共同制作した映画『万事快調』（1972年）での工場の全景のシーンで活人画的手法を使った。
- アメリカのテレビドラマ『ギルモア・ガールズ』のエピソード "The Festival of Living Art" では、レオナルド・ダ・ヴィンチの『最後の晩餐』などの有名な絵画を活人画で再現している。
- 『ヘンダーソン夫人の贈り物』（2005年）は、ジュディ・デンチ演じるローラ・ヘンダーソン夫人（ロンドンのウィンドミル劇場のオーナー）の物語である。ウィンドミル劇場では、第二次世界大戦中、検閲を逃れるために活人画的ヌードショーの興行が行われていた。
- アメリカのテレビドラマ『アレステッド・ディベロプメント』のエピソード "In God We Trust" では、有名な芸術作品を活人画で再現する Living Classics Pageant が登場する。
- ガス・ヴァン・サントの『マイ・プライベート・アイダホ』（1991年）では、性交シーンを一連の活人画風に描いている。

## 日本の活人画
1906年に三越呉服店が発行した「時好雙六（）」（尾竹国観画）には
活人画　問。女学校第一の流行は何ぞや。答。活人画。
という内容のコマがある。女学生の前で活人画を披露する女子が描かれている。

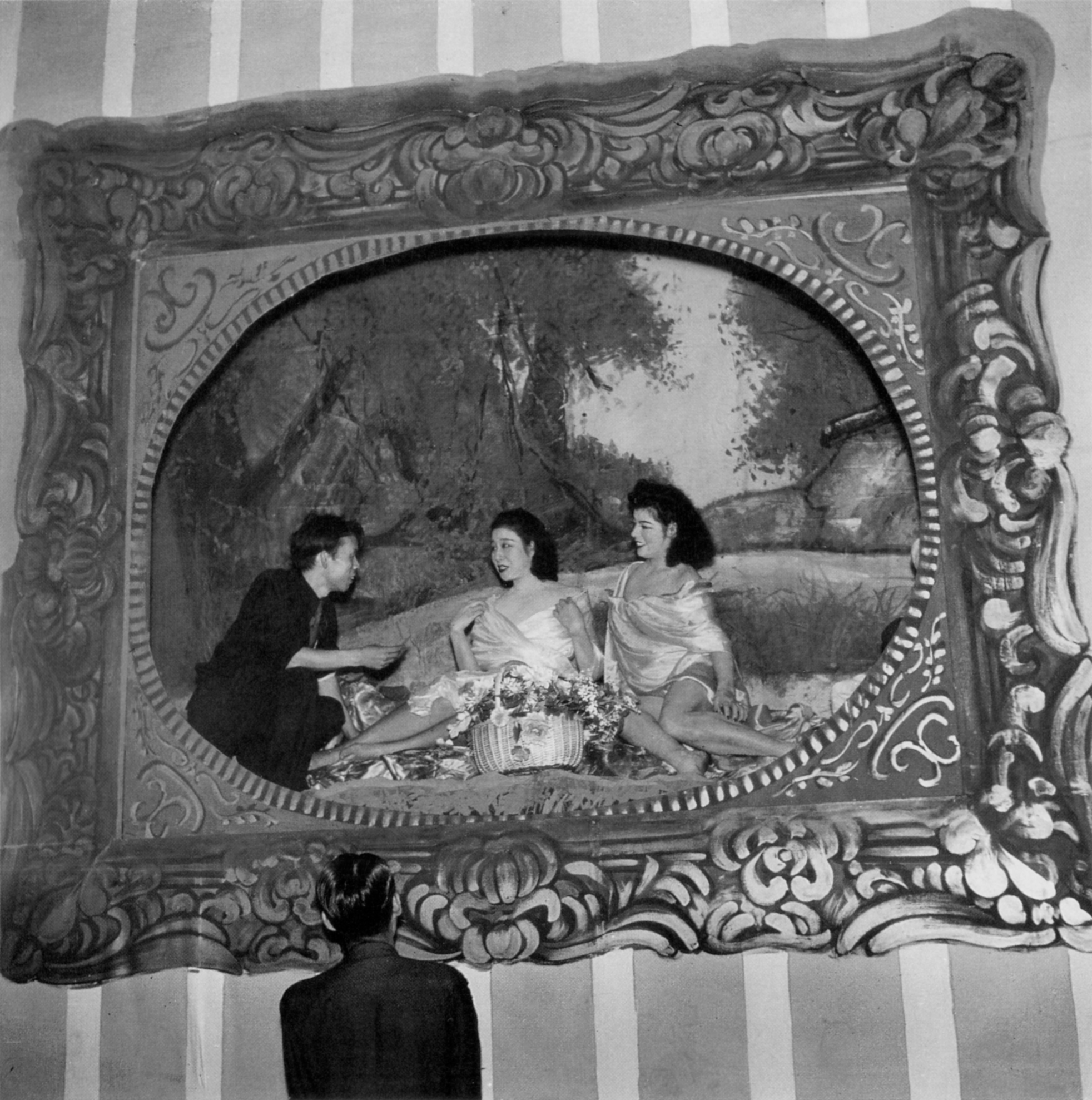
「人気沸騰の額縁ショー」(1947年、新宿・帝都座にて。林忠彦撮影。)

1947年（昭和22年）1月15日、新宿の帝都座で「名画アルバム」の名で活人画（ビーナス誕生）が披露された。企画した東京宝塚劇場（のちの東宝）の社長秦豊吉は、三菱商事の商社マンとしてドイツに赴任中だった1920年代にベルリンで活人画「生きた大理石像」を観たことがあり、それを参考に、名画になぞらえて額縁の中で半裸の女性にポーズをとらせた。日本初のヌードショー、ストリップと言われ、通称「額縁ショー」と呼ばれた。名画は国内外から選ばれ、岡田三郎助の『海辺裸婦』が最も成功した。演出には東郷青児も協力した。ヌードを見せる時間は長くても30秒程度だったが、定員の5倍あまりの2000人が毎回つめかける盛況となった。